# Val Serina
La Val Serina (Al Serina in dialetto bergamasco) è una valle laterale della Val Brembana, in provincia di Bergamo. Si trova nel cuore delle Prealpi Orobie, è percorsa dal torrente Serina e si estende per circa 15 km da Ambria, frazione di Zogno, fino al Passo di Zambla.

## Territorio

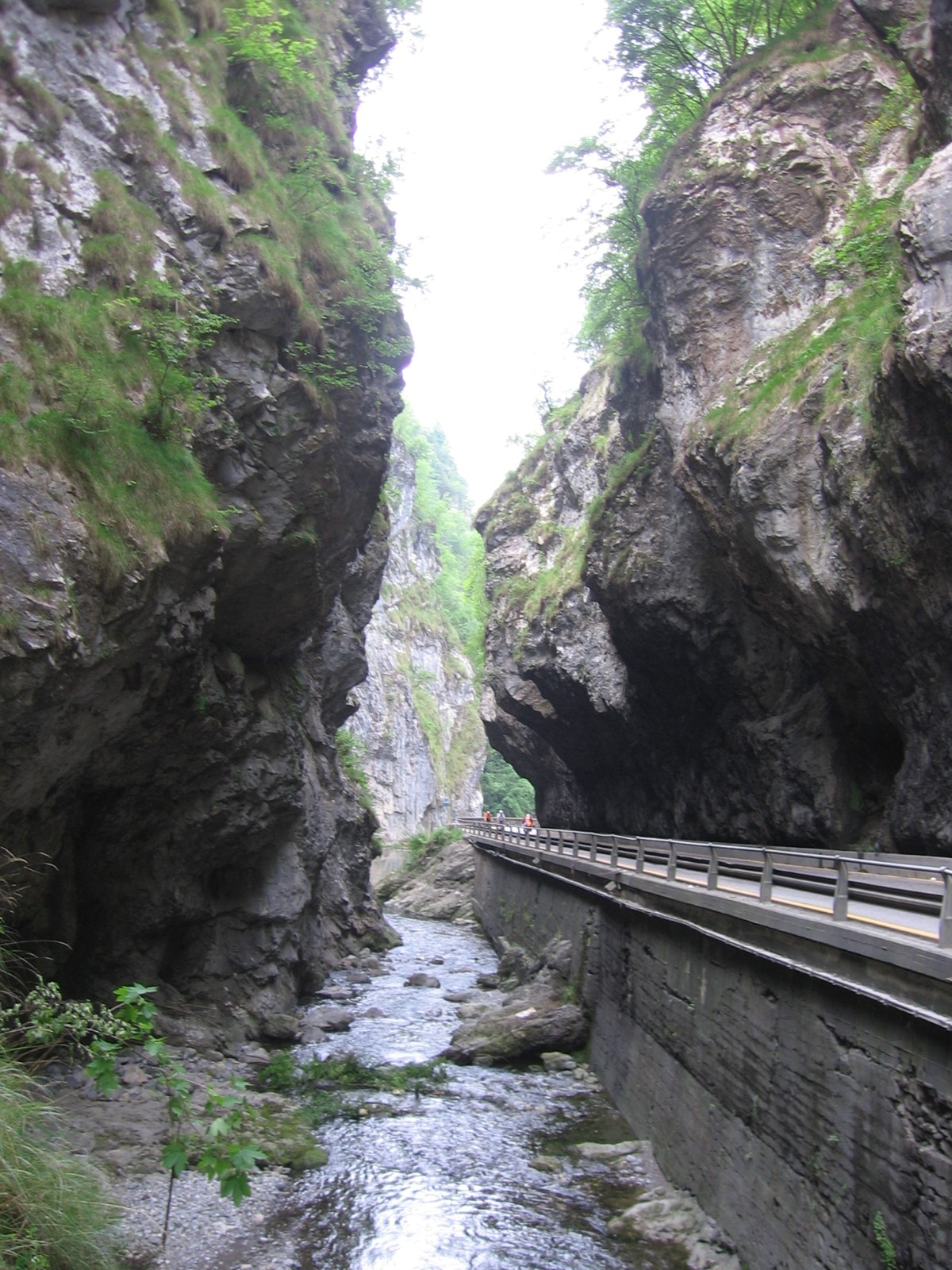
L'orrido di Bracca

La Val Serina si trova sul lato orografico sinistro della Val Brembana, e si estende da sud a nord. All'altezza di Ambria la valle si stacca dal principale solco vallivo brembano, formando subito una stretta gola rocciosa, chiamata Orrido di Bracca, dopo la quale il territorio si apre, proseguendo in falsopiano fino ad Algua. Da qui si possono raggiungere Bracca e Costa Serina, comuni posti in posizione più elevata rispetto al fondovalle. Presso Algua si ramifica anche la valle del torrente Ambriola, che prosegue verso est passando i paesi di Ambriola (frazione di Costa Serina) e Rigosa (frazione di Algua), salendo fino a Selvino, collegandosi quindi con la Val Seriana. Proseguendo invece nel risalire la val Serina principale, dopo aver passato il Laghetto di Algua la valle si restringe di nuovo e diventa più ripida, passando attraverso un angusto ambiente roccioso che conduce a Serina, centro principale della valle, dove le pendenze si fanno più dolci e il territorio diventa molto più aperto; da qui si può salire verso Cornalba, paese posto tra Costa Serina e Serina. Dopo essere saliti a Valpiana (frazione di Serina), si prosegue in falsopiano fino a Oltre il Colle, ultimo comune della valle, da dove si risale più ripidi verso Zambla (frazione di Oltre il Colle) e poi al passo di Zambla (1.264 m), valico che segna il confine della val Serina e che la mette in comunicazione con la val del Riso e quindi con la val Seriana.

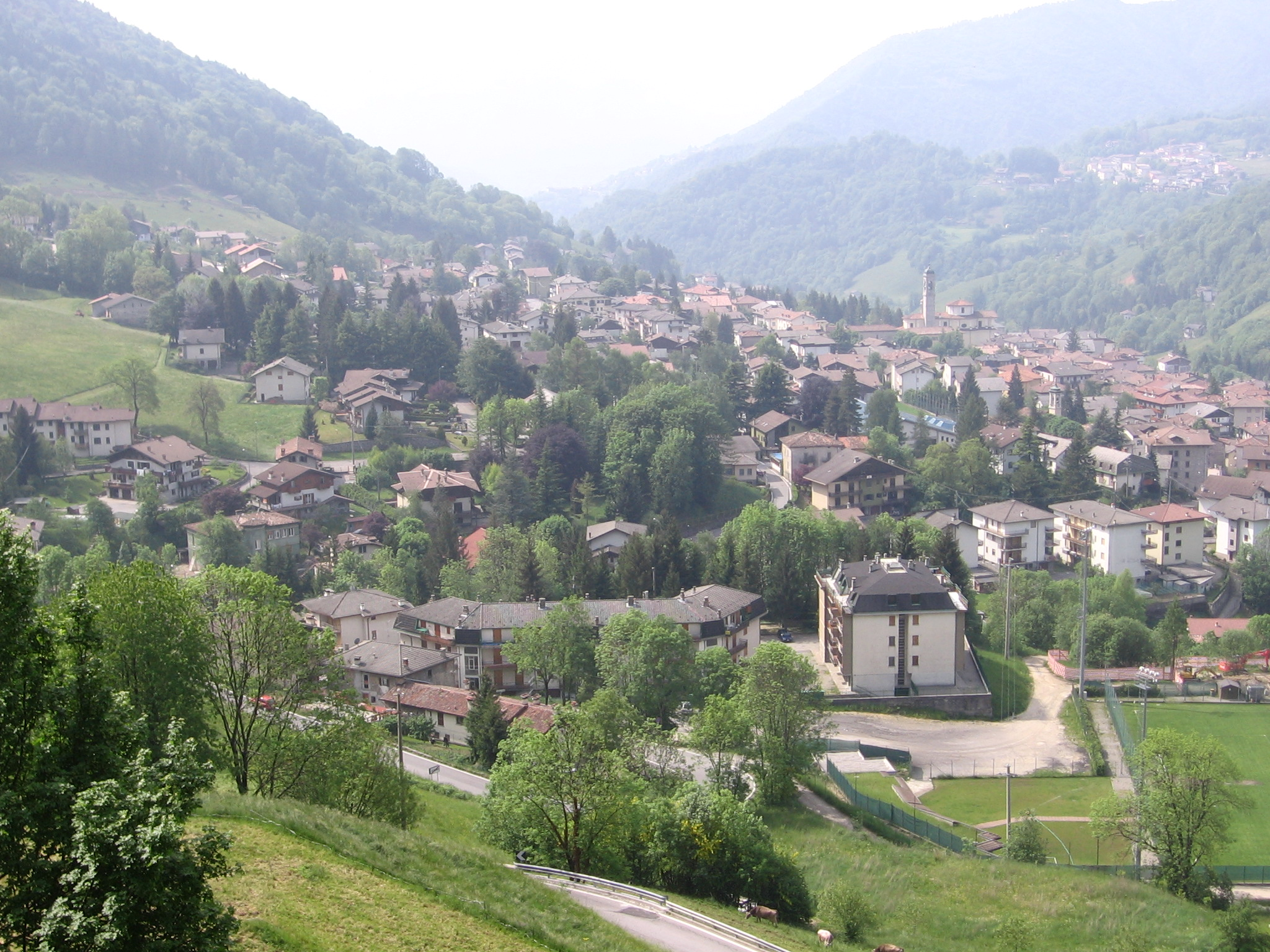
Il paese di Serina

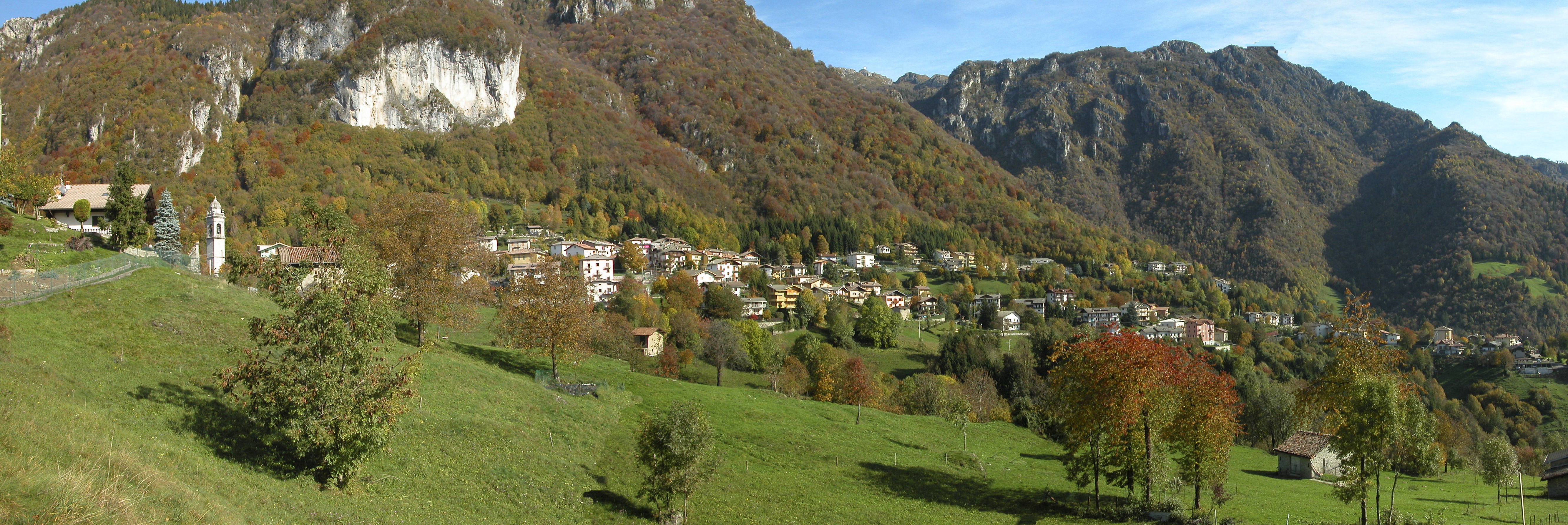
Cornalba

Sebbene il confine superiore del territorio della valle sia normalmente considerato essere il Colle di Zambla (anche amministrativamente), da un punto di vista orografico e morfologico la val Serina termina presso Valpiana, in quanto la parte superiore, principalmente costituita dal comune di Oltre il Colle, appartiene all'alta val Parina; la zona è infatti attraversata dal torrente Parina, che nasce sui rilievi a nord di Zambla, tra il Pizzo Arera e la Cima di Valmora, scende lambendo Zorzone (frazione di Oltre il Colle) e percorre tutta la selvaggia e disabitata val Parina per sfociare nel Brembo presso Camerata Cornello. Il corso d'acqua principale della val Serina è invece il torrente Serina, che nasce sul monte Vaccareggio (a nord del paese di Serina) e percorre tutta la valle unendosi con il torrente Ambriola ad Algua, formando l'Ambria, corso d'acqua che si getta nel fiume Brembo all'altezza del paese di Ambria.

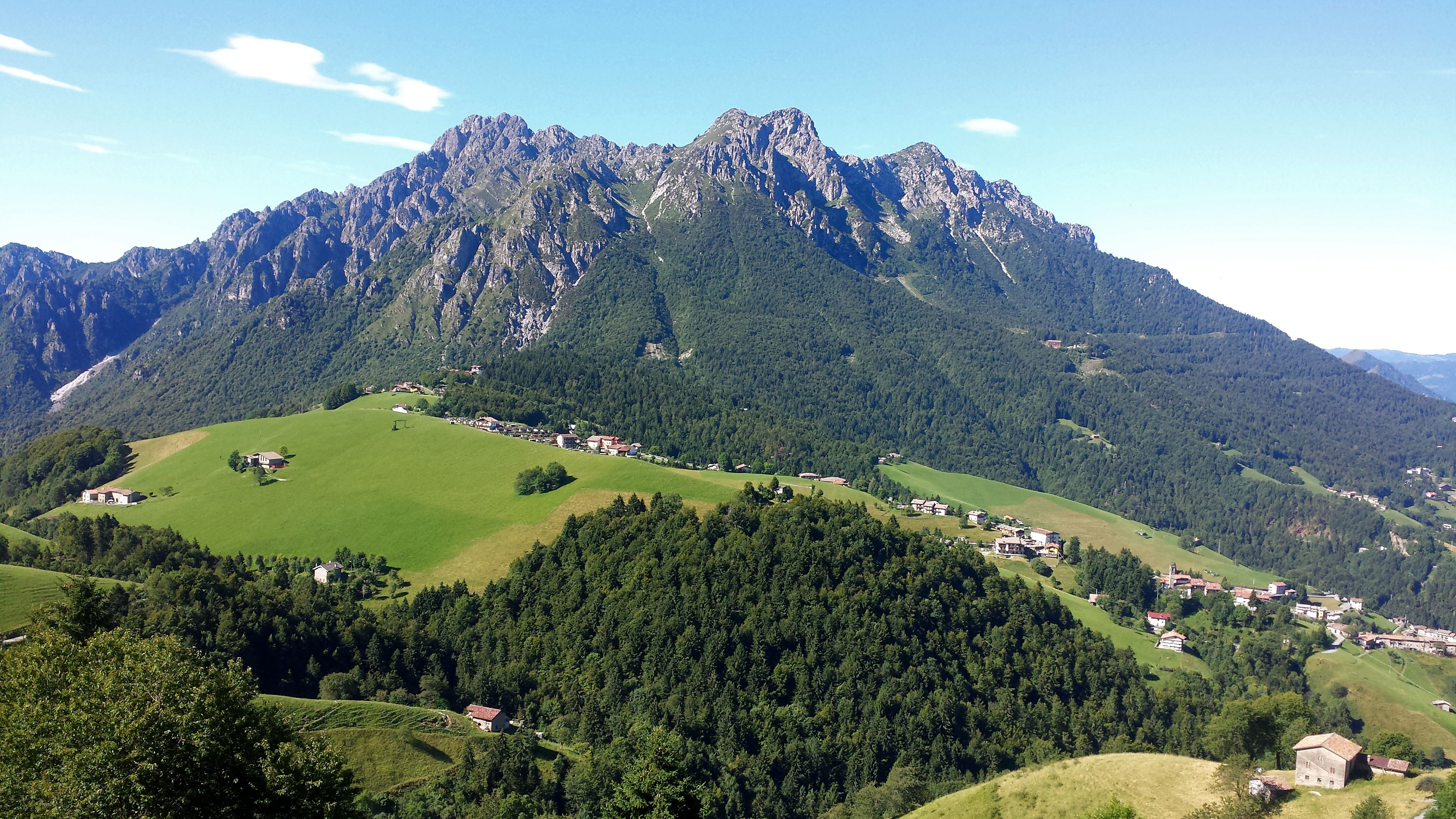
Il Monte Alben

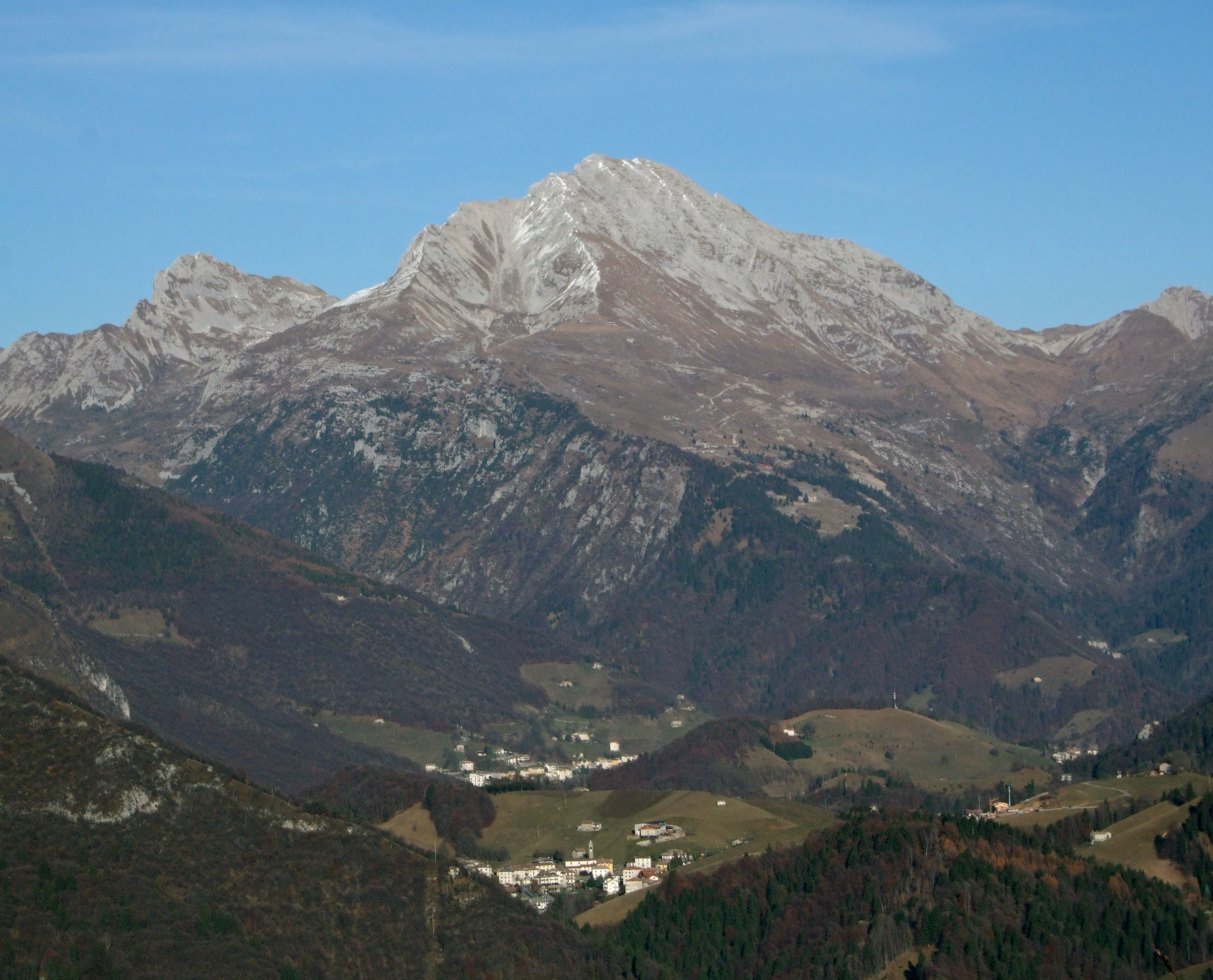
Il Pizzo Arera

La valle è contornata da numerose vette: le principali sono il Pizzo Arera (2512 m), il Monte Alben (2019 m), la Cima di Menna (2300 m) e il Monte Grem (2049 m). Sono presenti anche diverse cime di altezza più modesta, tra cui il Monte Suchello (1541 m), il Monte Castello (1474 m) e il Monte Gioco (1366 m). Tutto il territorio montano della valle è frequentato da numerosi escursionisti durante tutto l'anno.

## Popolazione
| Stemma | Comune         | Popolazione (al 31-12-2022) |
| ------ | -------------- | --------------------------- |
|        | Serina         | 2.033                       |
|        | Oltre il Colle | 956                         |
|        | Costa Serina   | 878                         |
|        | Bracca         | 718                         |
|        | Algua          | 677                         |
|        | Cornalba       | 304                         |
| Totale | Totale         | 5.566                       |

## Storia
È ritenuto che la Val Serina fosse già abitata in epoca romana e altomedioevale, periodo in cui probabilmente erano già sfruttate le miniere della zona di Oltre il Colle. La prima documentazione scritta risale tuttavia ai primi secoli del secondo millennio, in età feudale: con un documento datato 1186 il vescovo di Bergamo Guala da Telgate concesse agli abitanti di Bracca e di altre comunità della valle il diritto di pascolo e di caccia sui pendii del Pizzo Arera e delle altre montagne della zona, riservando per sé la caccia all'orso, segno che questo animale, oggi ormai scomparso, era all'epoca ancora diffuso in valle. Sul piano religioso nello stesso periodo tutte le comunità della Val Serina erano tributarie della pieve di Dossena, che era l'unica chiesa battesimale di quasi tutta la media e alta Valle Brembana. Più tardi, nel 1190, toccò alla pieve di Lepreno a portare avanti il culto del Cristianesimo in tutta la Val Serina.
In quel periodo la val Serina aveva una affermata importanza commerciale poiché era passaggio obbligato per collegare la Val Brembana con la città di Bergamo (infatti in località Botta, frazione di Sedrina, vi erano delle profonde gole sul fiume Brembo che furono superate solo alla fine del cinquecento con la costruzione della Via Priula). Le rotte commerciali percorrevano la tuttora esistente Via Mercatorum, strada che collegava Bergamo con la bassa Val Seriana, quindi con la Val Serina e con la Val Brembana.

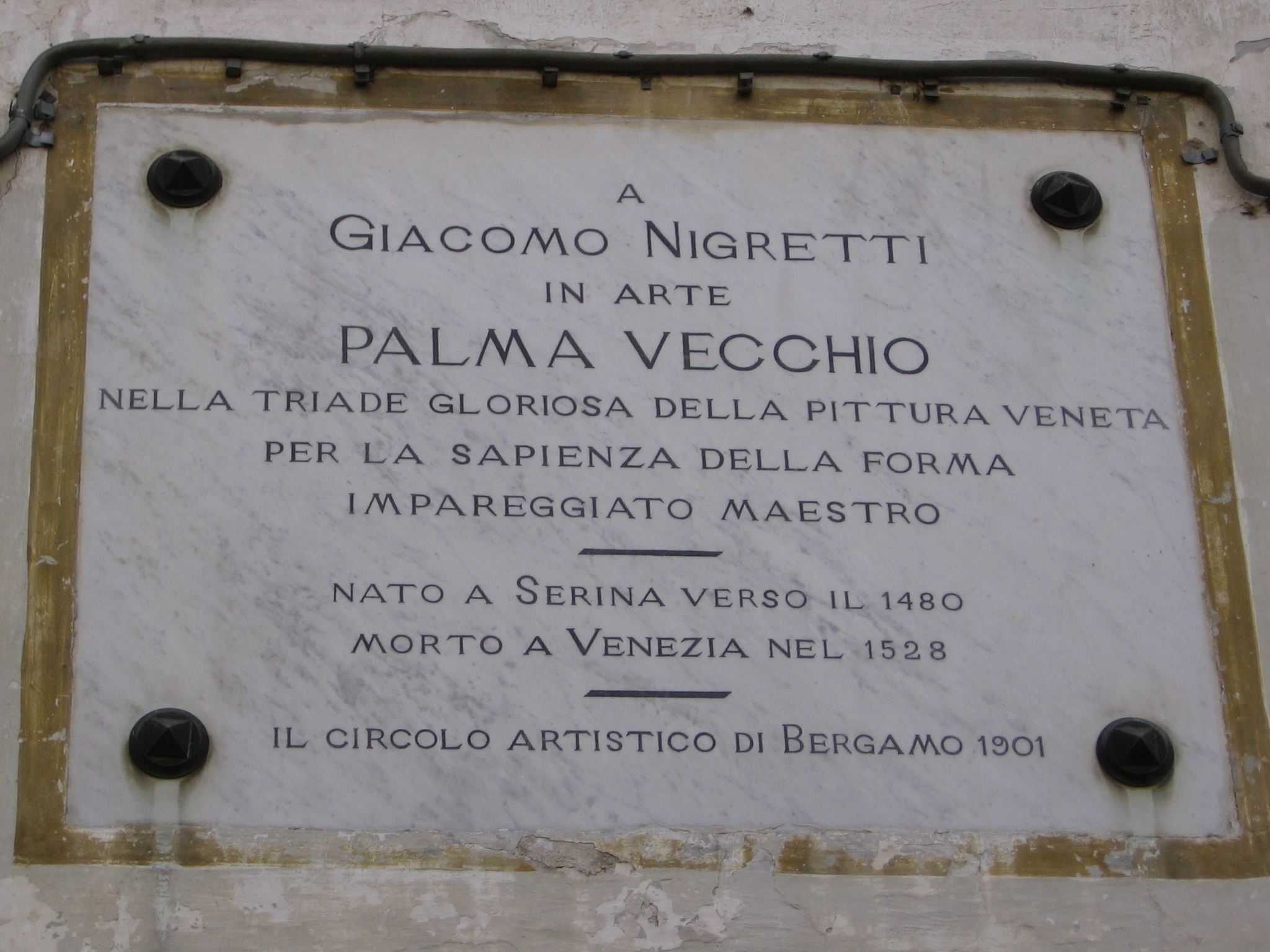
Targa a Serina in omaggio a Palma il Vecchio

Nel periodo comunale vennero istituiti due grandi comuni: quello di Bracca Lepreno, che occupava il settore occidentale, da Ambria a Oltre il Colle, e quello di Costa, che amministrava il settore orientale. Questa suddivisione amministrativa è documentata da una serie di atti notarili del 1234, prodotti per la definizione dei confini. Nel corso del Trecento si costituirono le prime parrocchie locali e la val Serina, chiamata allora Valle Brembana superiore, entrò a far parte della signoria dei Visconti. Da quel momento iniziò l'ascesa di Serina che durante la dominazione veneta (1428-1797) divenne capoluogo della valle e sede del vicario veneto. In questo periodo vi nacque il noto pittore Palma il Vecchio, trasferitosi successivamente nella capitale Venezia. Il ruolo di Serina come capoluogo era riconosciuto in forma solenne dai singoli comuni con una grande parata che si svolgeva ogni anno presso la residenza del vicario, ed alla quale partecipavano tutti i consoli, con otto soldati in assetto di guerra. A Serina, come documentato nella Relazione di Giovanni Da Lezze del 1596, si svolgevano inoltre periodiche riunioni dei consigli di valle alla presenza del vicario, dei consoli e dei sindaci, in ottemperanza alle norme stabilite dallo Statuto del 1468.
L'importanza di Serina andò scemando dopo l'avvento del regime napoleonico ed il successivo governo austriaco, periodi durante i quali si spostò sempre più l'asse amministrativo verso Zogno. Dall'unità d'Italia in poi la Val Serina è andata via via integrandosi con il resto del territorio brembano, mantenendo tuttavia chiari riferimenti al suo importante passato, sia nelle strutture architettoniche che nelle tradizioni.

## Infrastrutture e trasporti
La strada principale della valle è la Strada Provinciale 27, che sale da Ambria fino al Colle di Zambla con un tragitto di circa 23 km. Al valico si congiunge con la SP 46 della Val del Riso, collegandosi con la rete viaria della val Seriana.
Alla SP 27 si congiungono diverse altre strade: all'altezza di Algua si ramifica verso destra la SP 28, che sale fino a Selvino; a Serina invece si incrocia la SP 31, che la collega con Cornalba, Costa Serina, Aviatico e Selvino; poco oltre Serina si stacca la SP 26, che arriva a Dossena e scende quindi a San Pellegrino Terme.
La natura geologicamente instabile del territorio della val Serina ha comportato negli anni diversi fenomeni franosi, spesso creando non pochi problemi di viabilità. Gli ultimi due smottamenti più importanti sono avvenuti nel 2001, quando una grande frana ha bloccato la strada tra Ambria e Algua, e nel 2013, quando un ammasso di roccia è piombato sul tratto tra Algua e Serina. In entrambi i casi la strada è stata chiusa per più anni per permettere i lavori di risanamento, costringendo i valligiani a percorrere strade alternative.